# Happy People/U Saved Me
Happy People/U Saved Me är ett musikalbum av R. Kelly, hans andra dubbelalbum efter R.. Det innehåller bland annat hitlåtarna Happy People och U Saved Me.

## Låtlista
Alla låtar är skrivna, producerade och arrangerade av R. Kelly.

### Disc 1 (Happy People)
1. "Weatherman"
2. "Red Carpet (Pause, Flash)"
3. "Love Signals"
4. "Love Street"
5. "Ladies' Night (Treat Her Like Heaven)"
6. "If"
7. "The Greatest Show On Earth"
8. "It's Your Birthday"
9. "Steppin' Into Heaven"
10. "If I Could Make The World Dance"
11. "Happy People"

### Disc 2 (U Saved Me)
1. "3-Way Phone Call" featuring Kelly Price, Kim Burrell & Maurice Mahon
2. "U Saved Me"
3. "Prayer Changes"
4. "How Did You Manage"
5. "I Surrender"
6. "When I Think About You"
7. "The Diary of Me"
8. "Spirit"
9. "Leap of Faith"
10. "Peace"